# Gryon
Gryon – miejscowość i gmina (commune) w zachodniej Szwajcarii, w kantonie Vaud, w okręgu (district) Aigle. Ośrodek narciarski.

## Demografia
W Gryon mieszkają 1374 osoby. W 2021 roku 28,5% populacji gminy stanowiły osoby urodzone poza Szwajcarią. 

## Transport
Przez teren gminy przebiega droga główna nr 147.